# Vilma Kovács
Vilma Kovács (geboren als Vilma Prosznitz 13. Oktober 1883 in Szeged, Österreich-Ungarn; gestorben Mai 1940 in Budapest) war eine ungarische  Psychoanalytikerin.

## Leben
Vilma Prosznitz wuchs mit zwei älteren Schwestern in einer armen Familie auf, sie wurde nach dem Tod des Vaters mit fünfzehn Jahren gegen ihren Willen mit ihrem 22 Jahre älteren Cousin Zsigmond Székely verheiratet und war als Neunzehnjährige Mutter von drei Kindern: Alice Bálint (Alice Székely-Kovács) (1898–1939) wurde Psychoanalytikerin wie ihre Mutter, Olga Dormandi (Olga Székely-Kovács) (1900–1971), wurde Künstlerin. Die drei Kinder wuchsen nach der Scheidung der Ehe bis 1910 getrennt von ihr auf und konnten dann erst von ihrem zweiten Ehemann, dem Architekten Frigyes Kovács, adoptiert werden.
Um 1921 konsultierte Vilma Kovács wegen einer Agoraphobie den ungarischen Psychoanalytiker Sándor Ferenczi, der ihr eine Behandlung und eine Lehranalyse anbot. Im Jahr 1924 wurde sie in die Magyar Pszichoanalitikus Egyesület (Ungarische Psychoanalytische Gesellschaft) aufgenommen, für die sie ab 1925 die Organisation übernahm. In dem von Frigyes Kovács erbauten Wohnhaus in der Budapester Mészáros utca wurde eine psychoanalytische Poliklinik eingerichtet, die Ferenczi leitete und 1931 von Michael Balint übernommen wurde. Kovács war die Analytikerin von Imre Hermann und von Géza Róheim.
1923 übersetzte Kovács Sigmund Freuds Aufsatz Jenseits des Lustprinzips ins Ungarische. Als ihr wichtigster Beitrag zur psychoanalytischen Theorie gilt ihre Arbeit über das Verhältnis von Lehranalyse und Kontrollanalyse (1933), in welcher sie den Vorschlag machte, dass die Supervision der ersten Behandlungsfälle eines Kandidaten von dessen Lehranalytiker durchgeführt werden sollte.
Angesichts des grassierenden Antisemitismus im Horthy-Regime floh ihre Tochter Alice Balint 1939 mit Mann und Kind nach England. Kovács versuchte 1940 bei Marie Bonaparte in Paris unterzuschlüpfen, kehrte aber im gleichen Jahr nach Budapest zurück, wo sie an den Folgen einer Nierenerkrankung starb.

## Schriften
- Analyse eines Falles von "Tic convulsif", in: Internationale Zeitschrift für Psychoanalyse, XI, 3, 1925, S. 318–324
- Das Erbe des Fortunatus, in: Imago, XII, 2–3, 1926, S. 321–327
- Beispiel zur aktiven Technik, in: Internationale Zeitschrift für Psychoanalyse, XVI, 3, 1928, S. 405–408
- Wiederholungstendenz und Charakterbildung, in: Internationale Zeitschrift für Psychoanalyse, XVII, 4, 1931, S. 449–463
- Lehranalyse und Kontrollanalyse, in: Internationale Zeitschrift für Psychoanalyse, XXI, 4, 1935, S. 515–524; 1936, S. 346–354